# Bousigonia mekongensis
Bousigonia mekongensis är en oleanderväxtart som beskrevs av Jean Baptiste Louis Pierre. Bousigonia mekongensis ingår i släktet Bousigonia och familjen oleanderväxter. Inga underarter finns listade i Catalogue of Life.